# Музичке динамике
Музичке динамике су карактеристичност музике као временске уметности. Испољавају се кроз све сегменте музике и има их више врста.

## Акустичкадинамика
Акустичка динамика је динамика самог звука. Манифестује се кроз промене његове јачине од најтишег (ррр) до најгласнијег могућег (fff). Контрасти могу бити оштри или постепени (crescendo, decrescendo). Акустичка динамика је експресивни елемент музике. 

## Ритмичко-кинетичка динамика
Ритмичко-кинетичка динамика је динамика ритма и покрета. Она је природно у самој основи музике која је уско повезана са покретом, док ритам, као параметар трајања, одмерава и исказује временску димензију музичког тока.

## Линеарна динамика
Линеарна динамика је динамика мелодијског тока и садржана је у кретању мелодијских интервала, као и у развојној линији мелодијске целине. Ова музичка динамика нераздвојна је од ритмичко-кинетичке.

## Структурално-формална динамика
Структурално-формална динамика је динамика музичког облика и његове грађе. Испољава се у односима и сразмерама делова музичког облика.

## Колористичка динамика
Колористичка динамика је динамика звучних боја. Настаје као последица променљивости, смењивања, комбиновања и супротстављања звучних боја.

## Хармонска динамика
Хармонска динамика је динамика сазвучја. Огледа се у њиховом низању, које нуди неопходан „набој“ и разрешење.

## Тонална динамика
Тонална динамика је динамика хармонских функција и тоналитета као система у коме те функције делују. Промена тоналитета у музичком делу, њихови контрасти и смењивање такође спадају у тоналну динамику.